# ホウボウ科
ホウボウ科 (Triglidae) はカサゴ目の下位分類群の一つ。世界中の熱帯域から温帯域にかけて分布する底生魚が属する。

## 分類・記載
本科は1815年にフランスの博物学者であるコンスタンティン・サミュエル・ラフィネスクによって科として設立された。 1883年、デイビッド・スター・ジョーダンとチャールズ・ヘンリー・ギルバートは、 1758年にカール・フォン・リンネによって記載されたキカナガシラをキカナガシラ属および本科のタイプ種とした。『Fishes of the World Fifth edition』では、本科をカサゴ目のコチ亜目に分類している。キホウボウ科とともにスズキ目のホウボウ亜目を構成するという見解もある。

## 名称
学名はキカナガシラ属に基づき、チチュウカイヒメジ ( Mullus barbatus )に由来する。Peter Artedi は、ヒメジ科とホウボウ科は体色が赤く音を発生させるため、同じ分類群とした。リンネはそれらが異なる分類群であることに気づき、キカナガシラ属を従来の分類とは異なるホウボウ類として独立させた。オレンジ色の体色と、大きな胸びれを開閉させて泳ぐ様子が鳥の羽ばたきのように見えることから、英語ではホウボウ科の魚を Sea Robin（海のコマドリ）と呼ぶ。またもう一つの英名である Gurnard は、捕まえられるとカエルの鳴き声に似た音を発することに由来する。

## 下位分類
本科は3亜科9属に130種近くが属する。これらの亜科を族とする見解もある。
- Prionotinae Kaup, 1873
  - イトヒキホウボウ属 Bellator Jordan & Evermann, 1896
  - ニシホウボウ属 Prionotus Lacépède, 1801
- Pterygotriglinae Fowler, 1938
  - ミナミソコホウボウ属 Bovitrigla Fowler, 1938
  - ソコホウボウ属 Pterygotrigla Waite, 1899
- Triglinae Rafinesque, 1815
  - ホウボウ属 Chelidonichthys Kaup, 1873
  - ハイカナガシラ属[9] Eutrigla Fraser-Brunner, 1938
  - カナガシラ属 Lepidotrigla Günther, 1860
  - キカナガシラ属[9] Trigla Linnaeus, 1758

## 特徴
口は吻部先端か、そのわずかに下にある。吻部先端には通常一対の突起または棘があり、上から見ると口吻が二つに分かれているように見える。頭部に棘は無く、通常は眼前骨が前方に突き出ている。6本の「脚」のように見えるのは、前端3対の胸鰭軟条であり、胸鰭から遊離して前脚のような姿に発達し、海底を探る触手として進化している。背鰭は二基あり、第一背鰭は棘条7 - 11本、第二背鰭は軟条10 - 23本で構成される。臀鰭は棘条0 - 1本、軟条11 - 23本で構成される。頭蓋骨や体の骨が固く、鎧のようになっている。尾鰭の条は9 - 10本。最小種は Lepidotrigla spiloptera で、最大全長は10 cm。最大種はタブ・ガーナード( Chelidonichthys lucerna ) で、最大全長は75.1 cm。
浅瀬から水深 200 mまで生息する底生魚で、多くの種は体長30 - 40 cmほど。鰾の筋肉を利用して発音する。
胸鰭の条が発達した3対の脚のような器官を持つ。この器官には鰭膜が無く、成長の過程で胸鰭から発達する。水中での移動時の支えの為に、通常の鰭条とは異なる特殊な筋肉と独特な構造をしている。また化学受容器としてもはたらき、水中のアミノ酸を感知し、獲物を発見することができる。

## 人との関わり
白身が締まっており、煮崩れしにくいのでスープやシチューに適している。フランス料理のブイヤベースによく使われる。風味や食感については賛否両論である。
イギリス海域では混獲されており、廃棄されることが多かった。2007年から2008年にかけての卸売価格は1kgあたり0.25ポンドから4ポンドに上昇し、2011年には売上が10倍になった。
様々な餌やルアーを海底に落として釣ることができる。サバが最も良い餌とされているが、場所によってはカニや他の魚も利用できる。また、底付近を狙ったルアーフィッシングでも釣ることができる。ストライプドバスやヒラメなどを狙った釣りの外道とされる。ロブスター漁師が餌として使うことがある。